# Je ne devrais pas être en vie
Je ne devrais pas être en vie (I Shouldn't Be Alive) est une émission de télévision de docufiction américaine en 58 épisodes de 45 minutes diffusée entre le 28 octobre 2005 et le 22 décembre 2006 sur Discovery Channel, puis entre le 15 janvier 2010 et le 24 février 2012 sur Animal Planet. La série est diffusée également au Royaume-Uni, en Australie et en Inde. En France la série est diffusée à partir de 2011 sur France 5.

## Synopsis
Cette série propose de découvrir les histoires extraordinaires d'hommes et de femmes qui se sont retrouvés dans des situations périlleuses. Ces miraculés racontent comment ils ont surmonté l'épreuve. Mêlant reconstitutions et témoignages, les épisodes de la série racontent les histoires vraies d’hommes et de femmes qui se sont retrouvés entre la vie et la mort.

## Distribution
Il n'y a aucune distribution d'acteurs réguliers puisque ce sont des reportages d'événements vécus et chaque épisode comporte une nouvelle histoire, mais la voix française de la narration est assurée par Olivier Breitman. La distribution est donc nouvelle à chaque fois et elle est accompagnée des commentaires des vraies personnes qui commentent les événements de leur propre histoire. 

## Épisodes diffusés en France
| No | Titre de l'épisode            | Titre en v.o.           | Réalisateur                     | Survivants | Date de l'événement d'origine | Première diffusion (US) |
| -- | ----------------------------- | ----------------------- | ------------------------------- | --- | ----------------------------- | ----------------------- |
| 1  | Seul à la dérive              | 76 Days Adrift          | Russell Eatough                 | Steven Callahan                                                                                                   | 1982                          | Novembre 2010           |
| 2  | Le Cauchemar d'un père        | A Dad's Worst Nightmare | Chris Martin                    | Matthew et Shannon McGough                                                                                        | Juillet 1998                  | Octobre 2010            |
| 3  | Crash dans les Rocheuses      | Crashed in the Rockies  | Stephen Finnigan                | Justin Kirkbride, Larry Dimond et Tommy Robbins                                                                   | Janvier 2002                  | Novembre 2010           |
| 4  | La Rivière de la peur         | River of Fear           | Stephen Kemp                    | David Whittlesey                                                                                                  | Novembre 1991                 | Janvier 2011            |
| 5  | Canyon sans issue             | Hike into Hell Canyon   | Stephen Kemp                    | Linda Fortney et Cocoa Gin                                                                                        | Août 1975                     | Janvier 2011            |
| 6  | S.O.S. dans la brousse        | Shattered on Impact     | Neil Rawles                     | Clive English, Graham Child, Adam Pope et Mumba Chikungu                                                          |                               | Avril 2010              |
| 7  | Dans le blizzard              | Blizzard of Death       | Finn McCough                    | Dennis et William Spann, Clay Lancaster, 19 guides Kyrghizes. Décédés: 1 guide Kyrghiz et 1 pilote d'hélicoptère. | Mars 2004                     | Avril 2010              |
| 8  | Cours, chien !                | Trapped in the Canyon   | Sid Bennett                     | Danelle Ballengee et Taz                                                                                          | Décembre 2006                 | Janvier 2010            |
| 9  | Emportés au large             | Boys Adrift             | James Christian Strong          | Troy Driscoll et Josh Long                                                                                        | Avril 2005                    | Février 2010            |
| 10 | Chute libre                   | Fear in Freefall        | James Christian Strong          | Will Slattery. Décédés: Jimmy Simplicio, Manny Sanchez, Milt Burton, Jean Roman et Jorge Melendez.                | Mai 2005                      | Avril 2010              |
| 11 | Avalanches                    | Alaskan Avalanche       | Renny Bartlett                  | Dave Nyman et Jim Sweeney                                                                                         | Avril 1989                    |                         |
| 12 | L'enfer de la jungle          | Escape from the Amazon  | Matthew Aeberhard, Leander Ward | Yossi Ghinsberg et Kevin Gale. Disparus: Markus Stamm et Karl Ruprechter                                          | Décembre 1981                 |                         |
| 13 | Péril dans le Pacifique       | Swept Away              | Nicolas Brown                   | Saul Kinderis et Larry Kaiser                                                                                     |                               |                         |
| 14 | La Savane de tous les dangers | Jaws of Death           | Jules Williamson                | Greg Rasmussen | 2003                          |                         |
| 15 | Pris au piège                 | Trapped Under a Boulder | Nick Copus                      | Warren Macdonald et Geert van Keulen                                                                              | Avril 1997                    |                         |